# Gobiaty
Gobiaty (białorus. Габяты) – wieś w Polsce położona w województwie podlaskim, w powiecie białostockim, w gminie Gródek.

## Opis
Miejscowość została założona przed XVII w. przez bojara litewskiego Gobiata (bądź Gobiatowa). Początkowo nosiła charakter tatarski. Z przekazów ustnych wynika, że w Gobiatach znajdował się meczet.
Według Powszechnego Spisu Ludności z 1921 roku wieś Gobiaty zamieszkiwana była przez 32 osoby w 6-u domostwach. Wszyscy mieszkańcy miejscowości zadeklarowali wówczas wyznanie prawosławne. Pod względem narodowościowym przeważali Białorusini (białoruską przynależność narodową zadeklarowało 31 mieszkańców), tylko 1 osoba zadeklarowała polską tożsamość narodową. W owym czasie wieś znajdowała się w gminie Hołynka w powiecie grodzieńskim. Prawosławni mieszkańcy wsi przynależeli wówczas do parafii pw. Opieki Matki Bożej w niedalekiej Ciecierówce.
W latach 1945–1948 miejscowość należała do Związku Radzieckiego, jednakże po korekcie granicy państwowej wieś znalazła się w Polsce. W latach 1975–1998 miejscowość administracyjnie należała do województwa białostockiego.
Na wzgórzu nad Świsłoczą znajduje się odsłonięty w 1961 obelisk z tablicą upamiętniającą żołnierzy Armii Radzieckiej, którzy zginęli broniąc w czerwcu 1941 przeprawy przez rzekę lub po wzięciu do niewoli zostali rozstrzelani przez Niemców.
Na skutek powojennych zmian granic, dotychczasowa cerkiew parafialna znalazła się po stronie białoruskiej, od tego momentu prawosławni mieszkańcy wsi przynależą do parafii św. Apostoła Jana Teologa w Mostowlanach.
W związku z kryzysem migracyjnym na granicy z Białorusią, jaki nastąpił w połowie 2021 r., miejscowość i okolice objęte zostały stanem wyjątkowym.